# Narodni park Etosha
Narodni park Etosha je narodni park na severozahodu Namibije. 22. marca 1907 je bil z odlokom št. 88 guvernerja Nemške Jugozahodne Afrike dr. Friedricha von Lindequista razglašen za lovski rezervat št. 2 (Wild Schutzgebiet št. 2), kar pomeni, da je bil uvrščen za zahodnim Caprivijem (lovski rezervat št. 1) in pred lovskim rezervatom Namib št. 3. Leta 1958 je postal lovski park Etosha in bil leta 1967 z aktom parlamenta Republike Južne Afrike, ki je v tem času upravljala Jugozahodno Afriko, povzdignjen v narodni park. 
Narodni park se razteza na površini 22.270 km² in je dobil ime po veliki Etoški kotanji, ki je skoraj v celoti v parku (velika je 4760 km²) in pokriva 23 % površine celotnega območja parka.  V njem živi več sto vrst sesalcev, ptic in plazilcev, tudi več ogroženih vrst iz Rdečega seznama IUCN, kot so črni nosorogi.
Park je v regiji Kunene in meji oziroma se delno prekriva z regijami Oshana, Oshikoto in Otjozondjupa.

## Zgodovina

### Odkritje Evropejcev
Švedski raziskovalec Carl Johan Andersson in Anglež Francis Galton sta bila prva Evropejca, ki sta 29. maja 1851 poročala o Etoški kotanji. Ko sta prispela v Omutjamatundo (zdaj Namutoni), sta potovala z ovambijskimi trgovci bakrene rude. Etoško kotanjo sta odkrila po odhodu iz Namutonija, ko sta potovala na sever.

### Izvirno ime
Ime Etosha (v začetku zapisano Etotha) je iz ošidongske besede in pomeni "velik bel prostor". Nanaša se na Etoško kotanjo. V Haiǁomu se imenuje kotanja Khubus, kar pomeni "popolnoma gol, bel prostor z veliko prahu". Kotanja je znana tudi kot Chums in se nanaša na hrup, ki ga povzroča hoja po glinasti kotanji.

### Ljudje
Območja severno od Etoške kotanje naseljujejo Ovambi, medtem ko so različne skupine, ki so govorile otjihererski jezik, živele zunaj sedanjih meja parka. Območje v parku v bližini Etoške kotanje naseljujejo Kojsani.
Ko je bila Etoška kotanja prvič odkrita, je ljudstvo Haiǁom priznavalo ovambskega vodjo iz Ondonge, Hereri pa ne.  Haiǁomi so bili prisilno odstranjeni iz parka leta 1954, končali so svoj lovsko-nabiralniški način življenja in ostali brez zemlje na kmetijah kot dninarji.  Od leta 2004 zanje velja tradicionalna uprava, ki pomaga lajšati stike med skupnostjo in vlado. Namibijska vlada priznava, da je park dom ljudstva Haiǁom in ima načrte za ponovno naselitev razseljenih družin na kmetije, ki mejijo na narodni park. Od leta 2007 je vlada pridobila šest kmetij neposredno južno od depresije Gobain v narodnem parku Etosha. Številne družine so se naselile na teh kmetijah, njihov voditelj je bil David Khamuxab.

### Evropski naseljenci
Leta 1885 je podjetnik William Worthington Jordan od ovambskega voditelja Kambondeja kupil velik del zemljišča. Meri skoraj 170 kilometrov in sega od Okaukueja na zahodu do Fischerjeve kotanje na vzhodu. Dorslandski pohodniki so prvič potovali skozi park med letoma 1876 in 1879 na poti v Angolo. Leta 1885 so se vrnili in se naselili na 2500 hektarjih kmetij, ki jih je dal brezplačno na voljo William Worthington Jordan. Pohodniki so imenovali območje Upingtonija po predsedniku vlade Kapske kolonije. Naselje je bilo opuščeno leta 1886 po spopadih s Haiǁomi, ko jih je premagal njihov voditelj Nehale Mpingana. 

### Nemška Jugozahodna Afrika
Nemško cesarstvo je leta 1886 ukazalo vojakom, naj zasedejo Okaukuejo, Namutoni in Sesfontein in ubijajo divje živali, ki se selijo, da bi omejili širjenje kuge pri govedu. Spomladi leta 1889 je bila zgrajena utrdba za nemško konjenico v Namutoniju. 28. januarja 1904 je 500 moških pod vodstvom Nehala Mpingane napadlo cesarsko nemško trdnjavo v Namutoniju in jo popolnoma uničilo, pregnali so kolonialne sile in prevzeli konje in govedo. Utrdba je bila obnovljena in čete ponovno nameščene, ko je bilo območje razglašeno za lovski rezervat leta 1907; poročnik utrdbe Namutoni Adolf Fischer je nato postal prvi "lovski upravnik".

### Meje
Današnji narodni park je od ustanovitve leta 1907 doživel več večjih in manjših sprememb meja. Glavna sprememba od leta 1907 je bila zaradi odloka št. 18 iz leta 1958 in odloka št. 21 iz leta 1970. 
Ko je bilo območje Etoshe razglašeno za lovski rezervat št. 2 (odlok št. 88 iz leta 1907), se je park raztezal od ustja reke Kunene in reke Hoarusib na Obali okostij do Namutonija na vzhodu. Prvotna površina je bila okoli 99.526 km² kilometrov, nato popravljena na približno 80.000 km². Odlok št. 18 iz leta 1958 je spremenil zahodno mejo parka in izključil območje med rekama Kunene in Hoarusib ter namesto tega vključil območje med rekama Hoanib in Uchab, s čimer se je park zmanjšal na okoli 55.000 km². Odločitev Odendaalove komisije (1963) je prinesla razmejitev današnjih mej parka leta 1970.

### Ekološki inštitut Etosha
Ekološki inštitut Etosha (EEI) je uradno odprl Adolf Brinkmann 1. aprila 1974 v imenu jugozahodnoafriške uprave. Odgovoren je za upravljanje raziskav v parku. Razvrstitev rastlinstva, prebivalstva in ekološke študije o gnujih, slonih in levih ter študije o antraksu so bile med prvimi pomembnimi temami, ki so jih raziskovali. Inštitut je sodeloval z raziskovalci z univerz v Namibiji, ZDA, Veliki Britaniji, Nemčiji, Južni Afriki, Avstraliji, Norveški in Izraelu.

## Geografija

### Etoška kotanja
Soline so najopaznejša geološka značilnost v parku. Glavna depresija pokriva površino okoli 5000 km²  in je približno 130 km dolga in okoli 50 km široka. Močna slanost v kotanji omejuje življenje vrst, ki lahko trajno naseljujejo samo kotanjo;  ekstremofilni mikroorganizmi ogrožajo vrste, ki lahko prenašajo slanost. Kotanja je običajno suha, z vodo se napolni za kratek čas poleti, ko je posebej privlačna za pelikane in plamence.
V sušnem obdobju vetrovi, ki pihajo čez slano kotanjo, poberejo slan prah in ga raznašajo po vsej državi in čez južni Atlantik. Ta obogatitev s soljo zagotavlja minerale v tleh v smeri vetra, od katerih so odvisne nekatere divje živali, čeprav je slanost izziv za kmetovanje.
Etoška kotanja je bila ena od številnih območij v vsej Južni Afriki v regionalni pobudi (Southern African Regional Science Initiative – SAFARI 2000). Partnerji v tem programu zbirajo najrazličnejše podatke o aerosolih, zemeljskem površju in druge značilnosti zemljišč in ozračja z uporabo satelitov, letal in podatkov o tleh, kakršna so v Etoshi, in proučujejo povezave med ljudmi in naravnim okoljem.

### Dolomitni hribi
Dolomitni hribi na južni meji parka v bližini Anderssonovega vhoda se imenujejo Ondundozonananandana, kar pomeni kraj, "od koder se mlad pastir ni nikoli vrnil", kar namiguje na veliko plenilcev, kot so leopardi, v hribih, ki se imenujejo Leopardji hribi (Leopard Hills). Območje Halali je dom dolomitnih hribov v parku, eden je v kampu, blizu pa je Twee Koppies. Na zahodu tudi prevladujejo dolomitni hribi, ki je edini kraj v parku, v katerem živi gorska zebra (Equus zebra).

### Podnebje
V parku je puščavsko podnebje savane. Povprečna letna temperatura je 25 °C. Pozimi je temperatura bližje 5 °C, poleti je lahko 45 °C. Značilna je velika dnevna toplotna amplituda.
Včasih in na nekaterih krajih dežja sploh ni. Ko je dež, pa suhe rečne struge hitro oživijo.

## Vrste rastlinstva

### Slana puščava
Soline v parku so večinoma brez rastlinja, razen halofitov (slanuša) Sporobolus salsus, beljakovinsko bogata trava, na kateri se paseta črnorepi gnu (Connochaetes taurinus) in skokonoga gazela. Območja okoli Etoške kotanje imajo tudi drugo halofitno rastlinje, tudi travo, kot sta Sporobolus spicatus in Odyssea paucinervis,  ter grmovnice, kot je Suaeda articulata. 

### Gozdnata pokrajina
Večina parka pokriva savanski gozd, razen območja v bližini kotanje. Mopane (Colophospermum mopane) je najpogostejše drevo, približno 80 % vseh dreves v parku. V peščenem veldu v severovzhodnem vogalu Etoše prevladujejo akacije in drevesa družine Terminalia. Drevesa tamboti (Spirostachys africana) so značilna za gozdove južno od peščenega velda.

### Druge vrste rastlinstva

#### Savana
Pritlikavo savansko grmičevje se pojavlja na območju blizu kotanje z več vrstami, tudi halofitna sukulenta Salsola etoshensis, tudi trnasto savansko rastlinje je na apnenčastih in alkalnih tleh, prevladujejo vrste akacije, kot so Acacia nebrownii, Acacia luederitzii, Acacia melliferra, Acacia hebeclada in Acacia tortilis.

#### Travišča
Travišča v parku so predvsem okoli Etoške kotanje, kjer je zemlja peščena. Glede na tla in učinke kotanje prevladuje ena vrsta trave Eragrostis, Sporobolus, Monelytrum, Odyssea ali Enneapogon. 

## Živalstvo
V parku je okoli 114 vrst sesalcev, 340 vrst ptic, 110 vrst plazilcev, 16 vrst dvoživk in 1 vrsta rib (do 49 vrst med poplavami). 

### Zgodovina
Od leta 1881 so velike divje sesalce, kot so sloni, nosorogi in levi, v regiji skoraj iztrebili. Določitev lovskega rezervata je pomagala k okrevanju nekaterih živali, vendar so nekateri, na primer bivoli in divji psi izumrli do sredine 20. stoletja.
Prof. P. Schoemann, pisec iz Otjiwaronga, je bil imenovan za paznika v lovišču leta 1951 in je menil, da so travišča močno popasena. V bližini Rietfonteina so zgradili predelovalnico kostne moke in odstrel zebre ter gnujev se je začel leta 1952. Uradne evidence kažejo, da so 293 zeber in 122 gnujev obdelali v tovarni, vendar naravovarstveniki trdijo, da jih je bilo na tisoče in uspelo jim je prisilno zapreti tovarno v istem letu.
Suša, ki se je začela leta 1980, je povzročila največji zaseg in odlov v zgodovini parka. Ujetih, ulovljenih ali prodanih je bilo 2235 gorskih in 450 stepskih zeber. 525 slonov je bilo ubitih in obdelanih v začasni klavnici v bližini Olifantsrusa.

### Sesalci
Pogosto videni sesalci v parku v preteklosti in sedanjosti so navedeni v preglednici:
| Sesalci                                          | Latinsko ime                             | Status          | Dodatni podatki |
| ------------------------------------------------ | ---------------------------------------- | --------------- | --- |
| afriški savanski slon                            | Loxodonta africana                       | pogost          | Etoški sloni spadajo v skupino slonov severozahodne Namibije in južne Angole. So najvišji sloni v Afriki, vendar pomanjkanje mineralov povzroča, da imajo zelo kratke okle.                                                                                      |
| južni beli nosorog                               | Ceratotherium simum simum                | redek           | Po dolgi odsotnosti se je pojavil pred kratkim. |
| jugozahodni črni nosorog                         | Diceros bicornis occidentalis            | redko viden     | Načrt Odendaalove komisije iz leta 1963 je močno zmanjšal življenjsko območje nosoroga, saj večina njihovega prednostnega habitata ni v parku. Programi za ponovno naselitev so se uresničevali, dokler se ni povečalo njihovo število v zavarovanem delu parka. |
| Kafrski bivol                                    | Syncerus caffer                          | izumrl          | Zadnji znan zapis bivola v parku je iz obdobja opazovanja mladega bika, ki so ga ubili levi na Andonski ravnini v 1950-ih. |
| angolska žirafa G. c. angolensis                 | Giraffa camelopardalis angolensis        | pogosta         | Genetska študija iz leta 2009 za to podvrsto kaže, da sta v severni puščavi Namib in narodnem parku Etosha različni podvrsti. |
| jugozahodni afriški lev                          | Panthera leo bleyenberghi                | pogost          | |
| afriški leopard                                  | Panthera pardus pardus                   | pogost          | |
| južnoafriški gepard                              | Acinonyx jubatus jubatus                 | nepogost        | |
| serval                                           | Leptailurus serval                       | redek           | |
| karakal                                          | Caracal caracal                          | pogost          | |
| afriška divja mačka                              | Felis silvestris lybica                  | pogosta         | |
| črnonoga mačka                                   | Felis nigripes                           | zelo redka      | |
| črnohrbti šakal                                  | Canis mesomelas                          | zelo pogost     | |
| uhataa lisica                                    | Otocyon megalotis                        | pogosta         | |
| kapska lisica, tudi kama                         | Vulpes chama                             | pogosta         | |
| afriški hijenski pes                             | Lycaon pictus pictus                     | izumrl          | |
| rjava hijena                                     | Hyaena brunnea, prej Parahyaena brunnea  | pogosta         | |
| lisasta hijena                                   | Crocuta crocuta                          | pogosta         | |
| pižmova hijena                                   | Proteles cristata                        | pogost          | |
| surikata                                         | Suricata suricatta                       | pogosta         | |
| progasti mungo                                   | Mungos mungo                             | pogost          | |
| rumeni mungo                                     | Cynictis penicillata                     | pogost          | |
| vitki mungo                                      | Galerella sanguinea                      | pogost          | |
| pritlikavi mungo                                 | Helogale parvula                         | nepogost        | |
| drobna pegasta genetka                           | Genetta genetta                          | pogosta         | |
| svinja bradavičarka                              | Phacochoerus africanus                   | pogosta         | |
| grmičasti zajec                                  | Lepus saxatilis                          | pogost          | |
| južnoafriški skakajoči zajec                     | Pedetes capensis                         | pogost          | |
| kapska talna veverica in damarska talna veverica | Xerus inauris Xerus princeps             | zelo pogosta    | |
| medardski jazbec                                 | Mellivora capensis                       | pogost          | |
| podzemna svinjka                                 | Orycteropus afer                         | pogosta         | |
| afriški ježevec                                  | Hystrix cristata                         | pogost          | |
| savanski luskavec (Manis temminckii)             | Smutsia temminckii                       | nepogost        | |
| stepska zebra                                    | Equus quagga, prej Equus burchellii      | zelo pogosta    | |
| gorska zebra                                     | Equus zebra                              | lokalno pogosta | Vidi se samo v zahodni Etoshi. |
| skokonoga gazela                                 | Antidorcas marsupialis                   | zelo pogosta    | |
| črnoobrazna impala                               | Aepyceros melampus petersi               | pogosta         | |
| pasana                                           | Oryx gazella                             | pogost          | |
| navadni hulež                                    | Sylvicapra grimmia                       | nepogost        | |
| kirkov dikdik                                    | Madoqua kirkii                           | pogost          | |
| rdeči donidori                                   | Raphicerus campestris                    | pogost          | |
| rdeča kravja antilopa                            | Alcelaphus buselaphus caama ali A. caama | pogosta         | |
| črnorepi gnu                                     | Connochaetes taurinus                    | pogost          | |
| navadni eland                                    | Taurotragus oryx                         | nepogosta       | |
| veliki kudu                                      | Tragelaphus strepsiceros                 | pogost          | |

### Ptice
Ta pregled prikazuje raznovrstnost ptic v parku in ni popoln seznam:
| noj – Struthio camelus jastrebi - grebenasti jastreb – Torgos tracheliotos - belohrbti jastreb – Gyps africanus orli - bojni orel – Polemaetus bellicosus - roparski orel – Aquila rapax - ptica prevarantka – Terathopius ecaudatus - mali orel – Hieraaetus pennatus - kačji orel - Circaetus - verreaujev orel – Aquila verreauxii tajnik - Sagittarius serpentarius skobci - Polyboroides typus - Melierax canorus - kratkonogi skobec – Accipiter badius škarnik - rumenokljuni škarnik – Milvus aegyptius - črnopleči škarnik – Elanus axillaris sokoli – Falconidae - južni sokol – Falco biarmicus - velika postovka – Falco rupicoloides - mala postovka – Falco naumanni - pritlikavi sokol – Polihierax semitorquatus - rdečevrati sokol – Falco chicquera sove – Strigiformes - velika uharica – Bubo lacteus - pegasta sova – Tyto alba - afriški veliki skovik – Otus senegalensis čaplje – Ardeidae - siva čaplja – Ardea cinerea - čaplja govedarica – Bubulcus ibis | štorklje – Ciconiidae - abdimska štorklja – Ciconia abdimii - afriški marabu – Leptoptilos crumenifer modri žerjav – Anthropoides paradiseus rožnati pelikan – Pelecanus onocrotalus plamenci – Phoenicopteriformes - mali plamenec – Phoenicopterus minor - veliki plamenec – Phoenicopterus roseus plojkokljuni – Anseriformes - rdečekljuna raca – Anas erythrorhyncha - egipčanska gos – Alopochen aegyptiacus - grebenokljuna raca – Sarkidiornis melanotos - kapska raca – Anas capensis kure – Galliformes - pegatka – Numida meleagris - rdečekljuna spurfowl – Pternistis adspersus pobrežniki – Glareolidae - teminski tekač – Cursorius temminckii - dvočrtni tekač – Smutsornis africanus - tričrtni tekač – Rhinoptilus cinctus - črnokrilati močvirnik – Glareola nordmanni močvirniki – Ciconiiformes - Burhinus capensis - tričrtasti deževnik – Charadrius tricollaris - kronana priba – Vanellus coronatus - kovaška priba – Vanellus armatus zlatovranke – Coraciidae - bledovijoličastoprsa zlatovranka – Coracias caudatus - rdečerjava zlatovranka – Coracias naevius smrdokavra – Upupa epops | kljunorožci – Bucerotidae - monteirov kljunorožec – Tockus monteiri - južni rumenokljuni kljunorožec – Tockus leucomelas - afriški sivi kljunorožec – Tockus nasutus vrani – Corvidae - lisasta vrana – Corvus albus - kapska vrana – Corvus capensis stepske kokoške – Pteroclidiformes - stepska kokoš namaqua – Pterocles namaqua - dvojno črtasta stepska kokoš – Pterocles bicinctus golobi – Columbidae - golob namaqua – Oena capensis - smaragdno lisasti lesni golob – Turtur chalcospilos - afriški golob ovratničar – Streptopelia roseogrisea - senegalski golob – Spilopelia senegalensis vrabci – Passeridae - rdečekljuni vrabec – Quelea quelea - južni zamaskirani tkalec – Ploceus velatus - mali zamaskirani tkalec – Ploceus intermedius - družabni tkalec – Philetairus socius - kapski vrabec – Passer melanurus - kapski škorec – Lamprotornis nitens - hererska muharica – Namibornis herero droplje – Otididae - Orjaška droplja – Ardeotis kori - severna črnopera droplja – Afrotis afraoides - rüppellova droplja – Eupodotis rueppellii - rdečečopasta droplja – Lophotis ruficrista |

## Turizem
Vsa hrana in kampiranje v parku upravlja namibijsko zavetišče za divje živali (Namibija Wildlife Resorts– NWR). V parku je pet območij z nastanitvenimi objekti in tri za kampiranje. Vsa območja so ograjena. 

### Dolomitski kamp
Turisti ne smejo v zahodni Ozonjuitji m'bari, edina izjema so registrirani namibijski organizatorji potovanj in gostje, nastanjeni v Dolomitskem kampu. Zgrajen je bil leta 2010 in je dostopen skozi Galtonov vhod ali skozi park s ceste 19S (19e Breëdtegaard).

### Halalijski kamp
Kamp je bil odprt leta 1967 in je približno na sredini med Okaukuejem in Namutonijem.

### Namutoni
Namutoni je nekdanja policijska in vojaška postaja v vzhodnem delu parka, 123 km iz Okaukueja. Trdnjava Namutoni je bila obnovljena leta 1957, ko so jo uporabljali za počitniški kamp za zimske obiskovalce parka.

### Okaukuejo
Okaukuejo je bil vojaška postojanka Nemške Jugozahodne Afrike leta 1897, od koder so nadzirali širjenje slinavke in parkljevke. Nato je bila policijska postaja in je bila uradno odprta kot kamp leta 1955. Stolp je bil zgrajen leta 1963 po zgledu stolpa stare policijske postaje. Ima restavracijo, pošto, trgovine s spominki, dva bazena in turistično-informacijski center. Opazovalna ploščad je pri vodni kotanji Okaukuejo, ki je osvetljena ponoči, da lahko turisti opazujejo nočne divje živali.

### Onkoshi
Onkoshi je izključno v lasti parka in je v bližini Stinkwaterja.